# Wohn- und Wirtschaftsgebäude Dorfstraße 30
Das Wohn- und Wirtschaftsgebäude Dorfstraße 30 in der niedersächsischen Gemeinde Vierden wurde zur Mitte des 19. Jahrhunderts erbaut. Aktuell (2025) wird es zum Wohnen genutzt.
Das Gebäude steht unter Denkmalschutz (siehe auch Liste der Baudenkmale in Vierden).

## Geschichte und Beschreibung
Vierden wurde zwischen 1015 und 1028 erstmals erwähnt und gehört zur Samtgemeinde Sittensen im heutigen Landkreis Rotenburg (Wümme).
Das eingeschossige giebelständige kleinere Wohn- und Wirtschaftsgebäude als Zweiständer-Hallenhaus in Fachwerk mit Steinausfachungen, reetgedecktem Krüppelwalmdach mit Schleppgaube, Niedersachsengiebel mit Uhlenloch, Pferdeköpfe und der später verglasten Grooten Door mit Korbbogen wurde 1851 (Inschrift) erbaut.
Das Landesdenkmalamt befand u. a.: „… ein regionstypisches Hallenhaus des 19. Jahrhunderts in Zweiständerkonstruktion ….“